# مسابقه آواز یوروویژن ۱۹۸۵
مسابقه آواز یوروویژن ۱۹۸۵ ۳۰مین دوره از مسابقات آواز یوروویژن بود که در Scandinavium، یوتبری، سوئد برگزار شد. برنده آن کشور نروژ بود.